# Heinz Borchers
Ekkhard Heinz Borchers (* 18. Juli 1903 in Aachen; † 17. Juni 1993 in München) war ein deutscher Metallurg.

## Leben
Heinz Borchers war ein Sohn des Metallurgen Wilhelm Borchers. Nach dem Abitur studierte er von 1922 bis 1926 an der RWTH Aachen Hüttenkunde. Im Sommersemester 1922 wurde er Mitglied des Corps Montania Aachen. Nach erster Praxis in der Industrie wurde er 1930 in Aachen zum Dr.-Ing. promoviert. Als Oberingenieur am Institut für Metallhüttenwesen und Elektrometallurgie der RWTH Aachen habilitierte er sich und wurde 1933 Privatdozent. Zum 1. Mai 1933 trat er der NSDAP bei (Mitgliedsnummer 2.134.570). 1936 übernahm er die Leitung des Metallreferats im Rohstoff- und Devisenstab von Görings Vierjahresplanbehörde. 1937 wurde er als Extraordinarius an die TH München berufen. Ab 1939 übernahm ihn die TH München als Ordinarius für Metallurgie und Metallkunde. Von 1943 bis 1945 war Borchers Dozentenbundführer an der TH München.
Nach Ende des Zweiten Weltkrieges wurde Borchers zunächst von der TH-München entlassen, konnte aber 1950 auf seinem Lehrstuhl zurückkehren. 1966 wurde er emeritiert, lehrte aber noch bis 1971.
Borchers ist der Verfasser der Bände 1 und 2 des mehrbändigen Standardwerkes Metallkunde. Er war Mitherausgeber der 6. Auflage des Landolt-Börnstein-Tabellenwerks Zahlenwerte und Funktionen aus Physik, Chemie, Astronomie, Geophysik und Technik.

## Auszeichnungen
- Ehrenmitglied der Gesellschaft für Metallkunde, 1977[5]

## Schriften
- Untersuchungen über Beryllium und das System Kupfer-Beryllium. 1932.
- Anwendungsmöglichkeiten der elektrischen Leitfähigkeitsmessung bei steigenden Temperaturen für die Konstitutionsforschung und praktische Werkstoffprüfung. 1939 (zusammen mit Heinz Egler).
- Metallkunde, Band 1: Aufbau der Metalle und Legierungen. 7. Auflage: 1968.
- Metallkunde, Band 2: Eigenschaften, Grundzüge der Form- und Zustandsgebung. 6. Auflage: 1969.